# Millennium Háza

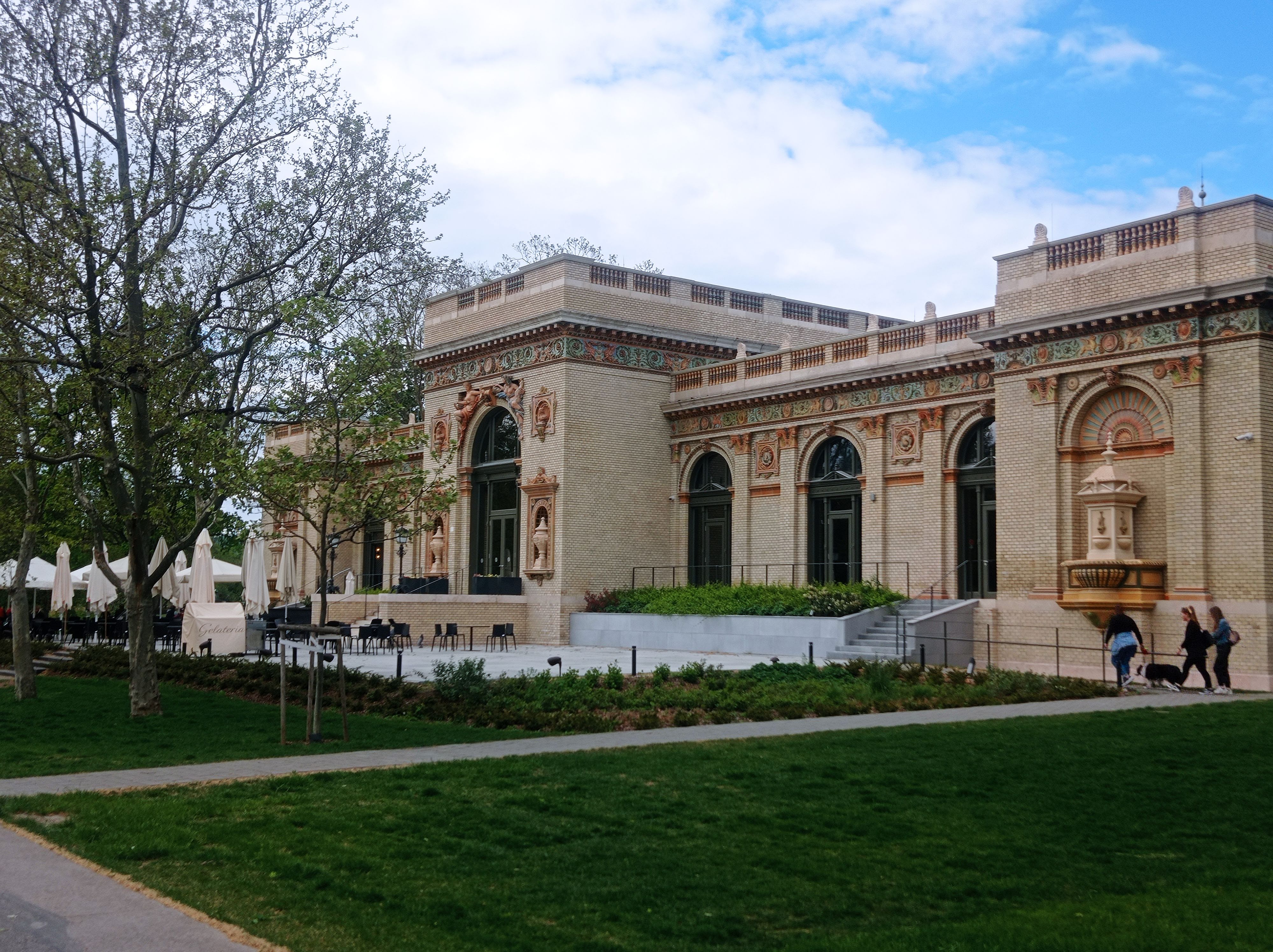
Millennium Háza

A korábban Olof Palme-ház néven ismert épület a Városliget egyik legrégibb építménye. A Liget Budapest Projektnek köszönhetően a 2017 végén kezdődött rekonstrukció során megújult ház közösségi térré, élményközponttá alakult. 2019 óta Millennium Háza a neve.

## Története
Az 1885-ös Országos Általános Kiállításra épült művészeti kiállítócsarnoknak. A tervezésére és felépítésére kiírt pályázatot 1884-ben az addig főleg vasútállomások tervezőjeként ismert Pfaff Ferenc nyerte. A munkálatokban Kauser Gyula segítette. A neoreneszánsz stílusú csarnok a kiállítás egyik legszebb épülete lett. Főbejárata a Hermina út felé néző északkeleti oldalán nyílt.
Hamar kiderült, hogy az épület műcsarnoknak nem alkalmas – egyrészt, mert nem elég nagy, másrészt mert a fontosabb útvonalaktól messze áll. Ennek dacára az 1896-os millenniumi ünnepségeken kiállítótérként használták, de nem képeket, hanem kórházi felszereléseket, sebészeti eszközöket állítottak ki benne. Ezután a főváros tanácsa Fővárosi Múzeummá alakította. A helytörténeti gyűjtemény és kiállítás „célja összegyűjteni és úgy a nagyközönségnek, mint a szakférfiaknak hozzáférhetővé tenni a Budapestre vonatkozó minden emléket eredetiben és másolatban, amelyek a város múltjára, fejlődésére… napvilágot vetnek, nem zárván ki a jelen állapotokat tárgyakat sem, melyek a jövő szempontjából érdekesek lehetnek”.
Az épület ehhez sem volt elég nagy. A kiállítótermek inkább emlékeztettek raktárra, mint múzeumra, ezért 1936-ban ezt a kiállítást is bezárták.
A második világháború alatt az épületben hadikórház működött. A bombázások súlyosan megrongálták, beltéri stukkódíszítései megsemmisültek. A háborús károk javítása érdekében az épületet többször átalakították, a termeket összekötő boltíves nyílásokat átépítették. A gyakori funkcióváltás többszöri átépítéssel járt, ami sokat ártott a ház külsejének – így például a Zsolnay-kerámiadíszeket ereszcsatornákkal csúfították, illetve takarták el.
1954-ben a frissen alakult Művészeti Alap kapta meg, és szobrászok műhelye, illetve a Képzőművészeti Kivitelező Vállalat székhelye lett. 1958–1961 között Bardon Alfréd tervei alapján teljesen átalakították. A részben alápincézett szárnyat lesüllyesztették és kiegészítették, boltozatát nagy teherbírású vasbeton síkfödémmel váltották fel. A tetőt elbontották és megemelték, hogy osztószinteket alakíthassanak ki új födémekkel. Hogy az átalakítás kívülről kevésbé látsszon, a párkányokat részben felemelték. A főfalak elbontásával a belső tereket jórészt egybenyitották; a háromosztatú teret nagy, felülvilágított szobrászműhely és két irodaszint váltotta fel. Az épület bejáratát a mai Olof Palme sétány felőli oldalra helyezték át, a régi bejárat helyén pedig rámpát és gazdasági bejáratot alakítottak ki.
1990–93 között, amíg a Műcsarnokot felújították, az átmenetileg ide költözött vissza; ezután a Magyar Alkotóművészek Országos Egyesületének székhelye lett. 1994-ben a Művészeti Alap jogutódjaként létrejött Magyar Alkotóművészeti Közalapítvány tulajdonába adták, de méltó, hosszú távú művészeti-kulturális funkciót ez az alapítvány sem talált neki.
Hasznosításának módját továbbra is keresték, de ez nem volt egyszerű:
- túl szép és túl jó helyen van ahhoz, hogy egyszerű raktár, műhely vagy iroda legyen, de
- túl kicsi és nehezen megközelíthető ahhoz, hogy turistalátványossággá alakítsák.

2017 őszén bejelentették, hogy a Liget Budapest Projekt részeként Millennium Háza néven nyitják újra, hogy a századfordulós „aranykort” jelenítsék meg benne. A rekonstrukció célja az eredeti épületkontúr (tetősík, párkányszint) visszaállítása és a homlokzat helyreállítása mellett az eredeti belső térrendszer visszaállítása volt. A tervek szerint fő látványossága egy több mint 100 négyzetméteres, több ezer házat ábrázoló városmakett lett volna. Ezt vetített képek és AR (kiterjesztett valóság) egészítette volna ki. Emellé egy kávéházat terveztek pódiumszínpaddal és egy kis konferenciatermet. A felújítást 2017 decemberében kezdték el. „Menet közben” az impozáns terveket jelentősen módosították: a kiállítás rovására a vendéglátó és rendezvényközpont funkciókat erősítették.
Az épület főbejáratát visszahelyezték a Hermina út felőli oldalra. Előtte rózsakertet alakítottak ki. A megmaradt eredeti elemeket (a külső falakat, a homlokzat téglaburkolatát, a Zsolnay-kerámiákat) megtartották, helyreállították, illetve pótolták. A helyszínen közel 2000 elemet mentettek meg, a műhelyekben pedig további 2500 kerámiarészletet renováltak. Az elpusztult elemeket archív felvételek alapján, illetve a Zsolnay Vilmos mintakönyveiben megtalálható, korhű gyártási technológiával alkották újra. A felújítás 2019 augusztusában ért véget.

## Külseje
Az eredeti épület földszintes, háromhajós csarnok volt kiemelkedő középrésszel, végigmenő, felülvilágított keresztcsarnokkal és sarokrizalitos zárótömbökkel. Külső homlokzata nyerstéglából készült. A középhomlokzat indadíszítésében Raffaello, Michelangelo és Leonardo arcképe volt látható, a sarkokon kagylóoromzatú díszkutakat helyeztek el. A kiemelkedő középrészhez két alacsonyabb szárny csatlakozott. A múzeumot a kor építészeti szokásaitól eltérően, egyedi megrendelésre készített, színes Zsolnay-kerámiákkal díszítették.

## Belső kialakítása
Az 1250 m²-es épületben eredetileg két felülről világított nagyterem, hat oldalról világított mellékterem és négy oldalterem volt. Az eredeti fotókon látható, a falakat díszítő festések az átépítések áldozatául estek, de a központi előcsarnok díszítőfestését sikerült rekonstruálni.

## Kiállítás
Az immár csak a Városliget történetét bemutató kiállítás az 1794 és 2013 közötti eseményeket meséli el hét állomással, bemutatva, milyen fontos szerepe volt a Városligetnek a mai Budapest kialakulásában.
A digitális technológia megoldásait alkalmazó, kiemelten gyermekbarát kiállítás célja, hogy egy interaktivitásra épülő időutazásra hívja a látogatókat. Kipróbálhatják, hogy milyen volt a kontinens első első földalattijával utazni. Képet készíthetnek a Hősök terén álló Gábriel arkangyallal. A képeskönyv című állomásnál megismerhetik a Vajdahunyad vára, a Fővárosi Állat- és Növénykert és a Széchenyi gyógyfürdő történetét.
Külön állomást kapott az immár csak a Városligetet ábrázoló makett, amely a meglévő épületek és élményparkok mellett azt mutatja be, milyen kulturális létesítményeket szeretnének még megépíteni a Városligetben.

## Zsolnay
Az épület külső díszítése egyszerre volt klasszikus hatású és újszerű, hiszen akkoriban még nem volt elterjedve az élénk színekben ragyogó épületkerámia használata. Az épületen keverednek a nagy művészettörténeti korszakok motívumai. Ilyen például az allegorikus görög vagy egyiptomi nőalak, a perzsa szárnyas oroszlánok, vagy a közöttük elhelyezett Leonardo, Raffaello és Michelangelo.
A rózsakert díszkútja a ház építésének idején gyártott elemek formavilágával készült, az épületen megjelenő mintakincs ötvözésével. A szökőkút máza, színezésben és felületeiben az épületen található eredetiek színét és karakterét jeleníti meg.

## Millennium Kávéház
A kávéház dizájnját Kiss Miklós tervezte meg. A kiindulópont a mélyzöld szín volt, eköré alakított mindent. A dekorációnál fontos szempont volt a tárgyak (nippek, porcelántányérok és -vázák) felnagyítása. A bárpultot a Zsolnay-gyár pirogránit csempéi ékesítik, az egzotikus állatos kerámiaszobrok szecessziós hangulatot ébresztenek a látogatókban.
A jelenleg kávéházként üzemelő funkciót 2021 tavaszától már éttermi szolgáltatásként tervezik működtetni, valamint a teraszrészt is megnyitnák.

## Galéria

A Millennium Háza hátsó része, a déli oldal
Homlokzati részlet a főbejárat felett
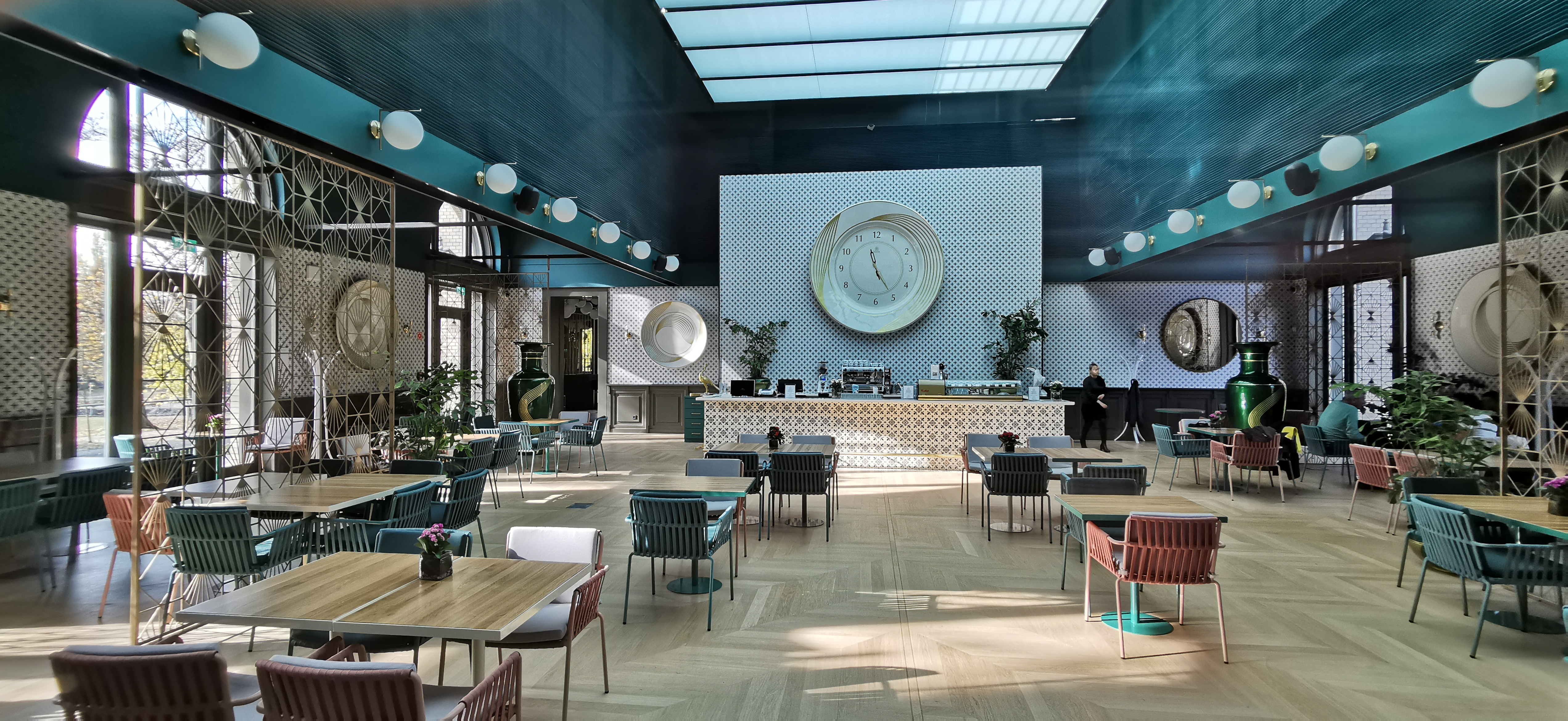
Millennium Háza – kávézó
Zsolnay-kút a kertben
Habsburg–Lotaringiai Rudolf osztrák–magyar trónörökös szobra